# 델마와 루이스
《델마와 루이스》(영어: Thelma & Louise)는 리들리 스콧 감독이 제작하고 수전 서랜던과 지나 데이비스가 주연한 1991년작 미국의 영화다. 로드 무비의 전형으로, 평범한 두 여성이 겪는 사건들을 통하여 여성주의적인 요소를 표현하여 이후 여성주의 영화의 아이콘(상징)이 되었다. 1991년 칸 영화제 폐막식 초대작으로 상영되었다.
하지만 단순히 《델마와 루이스》를 여성주의 로드무비라고 표현하기에는 한계가 있다는 지적이 있다. 영화를 특정 장르로 구분짓게 되면 영화를 접할 수 있는 관객층을 제한할 우려가 있기 때문이다. 가부장적인 남편 때문에 자신의 목소리를 내지 못하고 사는 가정주부 델마(지나 데이비스)와 식당에서 웨이트리스로 일하는 루이스(수전 서랜던)가 여행을 떠났다가 강간미수범을 살해하게 되면서 현행범으로 몰리게 된다. 그들이 쫓아오는 경찰을 피해 달아나는 신세가 되는 이야기를 담은 이 영화는 개봉 당시 성별과 인종, 계층의 구분을 넘어 다양한 범주의 관객들에게 깊은 공감을 이끌어냈다.
《델마와 루이스》는 이전까지 남성의 전유물이었던 장르를 여성의 지속적인 반향을 보여줌으로써 여성화했다는 점에 의의가 있다. 또한 영화를 본 수많은 관객들이 델마와 루이스를 통해 자신을 발견하고 그들의 여정에서 표현되는 감정을 공감하며 느낄 수 있었다.
두 주인공 델마와 루이스를 통해 현실 속에서 살아남기 위해 무수한 장애물을 부딪히는 평범한 미국 여성들을 보여주었다. 리들리 스콧 감독은 이 영화에서 우리가 마주하는 현실적인 문제들을 상징적인 요소들을 통해 사회에 전달하고자 하였다.

## 줄거리
가정주부인 델마는 덜렁대는 성격에 뜨거운 가슴을 가지고 있지만, 남편이 자신을 어린애 취급하여 외출도 매번 허락을 받아야 하는 답답한 현실에 불만이다. 루이즈는 웨이트레스로 꼼꼼하고 이성적이지만, 식탁들 사이에서 반복되는 일상이 지겹기만 하다. 두 사람은 의기투합하여 주말에 별장을 빌려 함께 지내기로 하고 각자 간단한 메모만을 남긴 채 신나게 여행을 떠난다.
그러나 고속도로변 휴게실에 차를 세웠을 때 평범한 두 여인들의 여행길은 다시는 집으로 돌아갈 수 없는 운명의 긴 여로에 오른다. 남편으로부터의 해방감에 들뜬 델마는 기분이 좋은 나머지 술을 마시고 휴게실에서 만난 할런 퍼케트와 춤을 추나, 퍼케트가 주차장에서 폭력을 휘두르며 강간하려 하자 루이스가 권총을 가져와 그를 제지하고 델마를 구해준다. 그때 남자가 성적인 모욕을 가하자 루이스는 그를 쏴 살해한다. 즐거움으로 가득찬 여행길은 이제 공포의 도주로 바뀌고 델마와 루이스는 극한 상황에 빠져든다. 더구나 루이스의 돈을 제이디라는 건달 청년이 훔쳐가는 바람에 델마는 솜씨 좋은 강도로 변신한다.
두 사람은 강력범으로 수배되나 형사 할 슬로컴브만이 두 여자의 어쩔 수 없는 여정을 알고 그녀들을 보호하기 위해 노력한다. 그녀들이 차를 몰고 가는 동안 유조차 트레일러가 그녀들의 차를 쫓아온다. 그 운전사는 끊임없이 성적 희롱으로 추근댄다. 고속도로변에서 몇번 그와 마주친 루이스는 그 운전사와 차를 나란히 달리게 됐을 때 뭘 원하느냐고 묻고 자기를 따라오라고 한다. 그러자 운전사는 신이 나 차에서 내려 그녀들의 차가 있는 곳으로 온다. 그때 루이스가 묻는다. "만약에 당신의 아내나 딸에게 누가 당신처럼 그렇게 한다면 어떻게 하겠소?" 운전사는 대답을 하지 못하고 그녀에게 험한 욕을 해대기 시작한다. 그때 델마가 총을 꺼내 트레일러의 차 바퀴를 쏴 버린다. 그리고 유조차의 탱크를 쏴 폭파시켜 버린다. 경찰의 추격 끝에 그랜드 캐년의 벼랑 끝에 몰리게 된 두 여인. 델마가 루이스에게 그냥 앞으로만 달리자고 소리친다. 서로의 눈빛을 확인한 두사람은 그랜드 캐년의 벼랑 끝을 질주한다.

## 등장 인물
- 지나 데이비스 - 델마 디킨슨 역
- 수전 서랜던 - 루이스 소여 역
- 하비 카이텔 - 핼 슬로컴 역
- 마이클 매드슨 - 지미 역
- 크리스토퍼 맥도널드 - 대릴 역
- 브래드 피트 - 제이디 역
- 티모시 카하트 - 할란 퍼케트 역
- 스티븐 토보로스키 - 맥스 역
- 루신다 제니 - 레나 역
- 제이슨 베게 - 국가 기병 역
- 소니 칼 데이비스 - 알버트 역
- 켄 스워포드 - 소령 역
- 셸리 드세이 - 이스트 인디언 모텔 직원 역
- 캐롤 만셀 - 여종업원 역
- 스테판 폴크 - 감시하는 남자 역
- 롭 로이 피츠제럴드 - 사복경찰 역
- 잭 린다인 - I.D. 기술자 역
- 마이클 델만 - 실버 불릿 댄서 역
- 크리스텔 L. 로즈 - 여자 흡연자 역
- 노엘 L. 왈코트 3세 - 산악 바이크 타는 사람 역
- 자로드 카리 - 레스토랑 고객 역
- 찰리 섹스턴 - 본인 역
- 마르코 세인트 존 - 트럭 운전사 역
- 로버트 보비 Z 자욘크 - 국가 경찰 조종사 역

## 한국판 성우진 (MBC, 1997년 1월 11일)
- 손정아 - 루이즈 (수잔 서랜든)
- 성유진 - 델마 (지나 데이비스)
- 김태훈 - 슬로컴 (하비 카이텔)
- 안지환 - 제이디 (브래드 피트)
- 이종오 - 대릴 (크리스토퍼 맥도널드)
- 이우신 - 지미 (마이클 매드슨)
- 권혁수 - 맥스 (스티븐 토보로스키)
- 김용식 - 할란 (티모시 카하트)
- 김정신 - 제니 (루신다 제니)
- 손원일
- 안장혁
- 최원형
- 강수진
- 박조호
- 변종필
- 박소라
- 이철용

## 시대적 배경 및 맥락

### 사회적 배경

#### 직업과 관련한 시대적 배경
영화 초반에 집에서 주부로만 지내는 델마와 달리 루이스는 식당에서 일하는 모습을 볼 수 있다. 그 시대에는 직업과 관련한 여성의 지위가 변화하고 있는 시기였다. 윌리엄 대리티와 패트릭 메이슨에 따르면, 1990년 미국에서 성별에 기반하여 대규모 수평적 직업 분할이 있었다. 그 당시 직업에 관련한 상이지수는 53%였으며, 이는 여성의 53% 혹은 남성의 47%가 모든 직업에서 평등적인 성별 구성을 위해 다른 직업 필드로 옮겼음을 의미한다. 여성은 이전 전통적인 남성 중심의 직업 군에 진입하기 시작하였지만, 남성이 여성 중심의 직업에 진입하는 경우는 거의 드물었다. 이러한 수평적 직업 분리는 성별에 관한 임금 차이에 영향을 미치는 주요 요소였다.
미국 내 성별간 임금 격차는 동일임금법(Equal Pay Act)이 지정된 이래로 좁혀지고 있었으나, 1990년대에 들어와 임금 격차의 수렴은 주춤해지기 시작하였다. 또한 1980년대 이래로 중상층 임금의 직업이 커짐에 따라 고임금 직업과 저임금 직업의 비중이 줄었다. 이로 인해 심각한 양극화 상황이 발생하였으며, 전반적인 임금 불평등은 심화되었다.
80년대 후반에 남성이 한 가정의 유일한 수입원이어야 한다는 인식은 32%에서 21%로 감소하였다. 당시 15%의 가정만이 남성의 수입에만 의존한다는 결과를 보면 그 당시 많은 여성들이 직업을 가지고 있었다는 사실을 알 수 있다. 여성의 사회적 노동참여는 지속적으로 늘어났고, 남성의 실질임금은 하락하였으며, 실업률은 높아졌다. 불투명한 미래에 불편함을 느낀 남성들은 보수주의로 회귀하였다. 그렇기 때문에 1970년부터 1985년까지 아이를 돌봐야 하는 여성의 취업에 대한 인식은 부정적이었다. 어머니의 취업이 어머니와 자녀 관계에 부정적인 영향을 미치고, 아이의 발달을 저하시킨다고 믿었다. 아내와 어머니로서 여성의 전통적 가치가 강조되었으며, 직장 일을 하더라도 가정에 충실하기를 원하는 문화적, 도덕적 보수주의를 불러일으켰다. 결과적으로 그 당시 여성과 남성, 또 전업주부와 취업여성 간의 대립적 구도가 강화되었다.

#### 가부장적 사회
영화의 주인공 델마와 그녀의 남편인 데럴을 통해 그 시대의 가부장적인 사회 모습을 알 수 있다. 그 당시 노동시장에서 여성의 지위가 상승했음에도 불구하고 남녀차별은 여전히 존재하였다. 전문직과 고위직에 여성의 비중이 늘어났음에도 불구하고 최고위직의 95%는 남성이 차지하고 있었다. 남성들은 여전히 보수적인 입장을 고수하고 있었으며, 여성이 취업을 하기보다는 집에서 전업주부로 지내기를 원했다. 아내와 어머니로서 여성의 전통적 가치가 중요시되었으며, 가정에 충실해야 한다는 문화적인 보수주의가 성행하였다.
1950년대부터 사회적으로 여성들의 '이름없는 문제'가 대두되었다. 행복한 삶을 누리고 있는 것 같이 보이는 가정주부들은 원인을 알 수 없어 정의내리지 못하는 심리적인 문제를 가지고 있었다. 교외에서 남편과 자녀와 함께 집을 가지고 완벽한 삶을 살고 있는 듯 보이지만 그녀들은 심리적으로 불만족과 공허함을 느꼈다. 그들의 교육수준에 상관없이 사회적으로 광범위하게 나타나는 보이지 않는 문제였다.
델마와 데럴의 관계를 이러한 시대상을 분명하게 보여주고 있다. 델마는 불평등한 관계 속에서도 그의 폭력에 반항을 하지 못하고 속으로 참고 버틴다. 여성을 평등한 관계라고 인식하기 보다는 가부장적인 모습을 보여준다.

### 문화적 배경

#### 강간 문화
성폭력에 기여하는 사회적 관습이나 사고방식 등을 일컫는 '강간 문화(rape culture)'는 1970년대 제2물결 여성주의자들에 의해서 식별된 사회현상으로서 1975년 동일한 제목의 다큐멘터리를 통해 알려진 개념이다. 강간 문화와 흔히 연결되는 품행에는 피해자책임주의, 성적 대상화, 성폭력의 경시, 성폭력의 만연함 또는 피해에 대한 부정 등등이 있다.
강간 문화에는 성폭력을 평범한 삶의 일부로 여기거나 더 나아가서는 남성의 특권으로 생각하는 경향이 있을 뿐만 아니라, 성폭력을 부추기고 여성에게 성적 행동에 관한 사전정의된 성역할을 강요하는 사회적 메시지인 강간통념(rape myth)들을 영속시키기도 한다. 강간통념의 종류에는 성폭력을 그저 거친 섹스 정도로 취급한다든가 피해자에게 성폭행을 불러들인 책임을 지운다든가 등등이 있는데, 이러한 강간통념들에서 왜 델마와 루이스가 합법적으로 할란 퍼케트를 처벌하지 못했는지에 대한 이유를 찾을 수 있다. 증거라곤 델마 얼굴의 피와 친구의 증언밖에 없는 상황에서 기소가 가능하다 해도 경찰서와 재판소에서 가부장제적 사고방식에 희생되었을게 뻔한 것이다. 비록 델마가 폭행을 당했지만 퍼케트와 춤을 추었고, 주차장으로 같이 나갔다는 사실이 델마를 궁지에 빠뜨릴 것이고, 그 사실에 대해서 '네가 먼저 꼬리를 쳤다,' '성관계를 바라던게 아니었다면 왜 모르는 남자와 춤을 춰서 흥분시켰냐,' '주차장까지 따라갔으니 당연히 그렇게 생각할만 하지 않았냐'등의 비난만 쏟아졌을 거란 뜻이다. 의법 처단은 물론, 재판소까지 가지도 못했을 가능성이 농후하다. 결국 델마와 루이스에게 퍼케트를 처벌할 수 있는 수단은 직접적인 자경주의밖에 안 남았다고 볼 수 있다. 이러한 인식을 가진 시청자는 자연스럽게 퍼케트의 죽음을 '살인'보다는 '처형'이라 해석하게 되고, 델마와 루이스의 도주에도 정당성을 부여하게 된다.

#### 성적 해방주의 (Sexual Liberation)
성적 해방주의는 1960년대부터 1980년대까지의 서양, 특히 미국에서 성생활과 대인관계에 관한 사회적 규범들에 도전장을 내민 사회운동을 일컫는다. 결혼으로 대표되는 전통적인 이성애적 관계 이외의 다양한 성관계의 종류에 대한 수용이 증가하면서 피임과 경구 피임약, 알몸의 공개적 노출, 자유로운 혼전 성관계의 정상화, 동성애와 대안적 성생활, 낙태의 합법화 등의 주제들에 대한 수용도 따라서 증가했다.
여성주의 제2의 물결과 동시에 발생한 성적 해방주의는 여성적 및 퀴어 성생활을 옭아매는 고정관념들에 대한 공통적인 의문을 제기했으며, 여성주의자들에게도 주요 관심이었던 성적 해방주의의 주된 목표 중 남성에 대한 우호적 편견과 여성의 성적 대상화로부터의 배제, 그리고 여성이 외부의 간섭이나 비판 없이 성적 파트너를 고를 수 있는 권리의 취득에 협조를 받았다. 많은 여성주의 사상가들은 성적 수위(首位)의 주장이 궁극적 목적인 여성의 해방을 향한 중요한 움직임이라 믿었기 때문에 다른 여성들에게 자진해서 먼저 성적 구애를 하고, 성교를 즐기며, 새로운 유형의 성행위를 시도해 보길 권고했다. 억압적인 남편을 떠난 델마의 혼외정사도 자유롭고 달달한 하룻밤을 묘사하는 과정에서 일종의 성적 해방주의적 주장을 펼치고 있다고 볼 수 있다.

## 반응

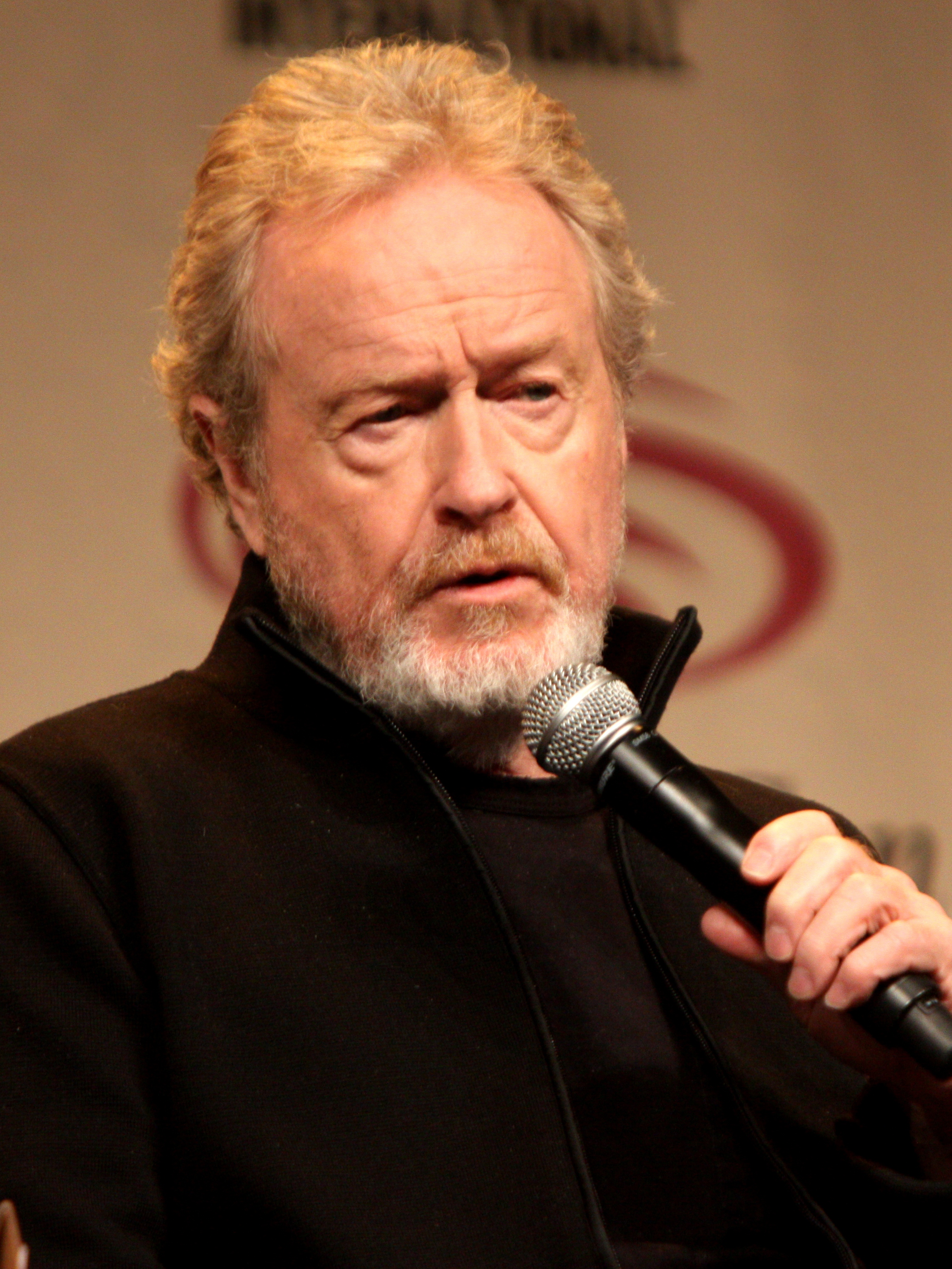
영화의 감독인 리들리 스콧.

### 전반적 이해
델마와 루이스는 미국의 영화 평론 사이트 메타크리틱에서 100점 만점 중 88점을 기록하고, IMDB에서 10점 만점 중 7.4점을 기록한 성공적인 영화이다. 또한 벡델 테스트를 통과한 대표적인 영화이다. 이 영화는 여성 친구들의 가벼운 모습을 담은 영화라고 광고하기도 한 버디 영화이다. 또한 평범한 여성들이 주인공이라는 점을 제외하면 전형적인 로드 무비로 볼 수 있다. 영화에서는 석양이 지는 가운데 외로이 달리는 자동차나 시골적인 풍경, 컨트리 음악을 사용함으로써 로드무비의 클리셰를 따른다.
뉴욕 타임스의 기자 자넷 매슬린은 그녀의 평론에서 ‘이 영화는 원작자 칼리 코우리가 만들어낸 환상적인 장면과 다른 요소들이 매우 놀랍다. 스콧 감독은 이전의 장엄하고 우울한 영화들과는 다르게 활기찬 코미디와 미국적인 요소를 사용해 시도하지 않았던 영화를 만들어냈다. 신선하고 활기찬 버디 영화의 새로운 이미지를 만들어냈다.수잔 서랜던과 지나 데이비스의 기대하지 않았던 면모를 발견할 수 있었다. ’는 평을 남겼다.
로저 이버트는 이 영화에 긍정적인 태도를 보이면서도 타이틀 시작 전의 장면을 지적했다. ‘하얗게 변하는 멈춰있는 장면은 좋지만 한편으로는 부적절한 망설임처럼 보인다.’는 평을 하기도 했다.
이 외에도 이들의 범죄 행각을 직접적으로 합리화하기 보다는 이어지는 장면들을 통해 자연스럽게 이들을 이해할 수 있었다, 아름답고 흥미로운 반영웅들이라는 긍정적인 평이 있다. 반면, 강도와 살인, 음주운전을 미화하고, 남성을 지나치게 악인으로 규정한다는 측면, 또 성관계에 대해 지속적으로 다루면서도 에이즈나 콘돔에 관해 다루지 않는 점 등은 비판을 받기도 했다.
이 영화는 1991년 칸느 영화제에서 상영 되었다. 이후, 싱어송라이터 토리 에이모스는 6년 전 자신이 강간당했던 경험을 바탕으로 Me and a Gun이라는 곡을 만들기도 했다. 아르헨티나의 가수 피토 파에즈는 이 영화를 본 뒤 Dos dias en la vida(일생의 이틀)이라는 곡을 만들었다. 이 곡의 가사는 델마 역에 파비아나 칸틸로, 루이스 역에 셀레스테 카발로가 맡아 주인공들의 이야기를 한다. 이 노래는 1992년 그가 발매한 El amor despues del amor 앨범에서 가장 성공적인 싱글 중 하나였다.
이 영화는 주인공들의 성격의 변화와 자유, 흥분 등을 의상이나 헤어를 통해 상징적으로 잘 나타내었다는 평을 받는다. 또한 영화의 마지막 장면에서 델마와 루이스가 서로 끌어안고 절벽으로 차를 모는 장면은 이 영화의 가장 상징적인 장면으로, 많은 극찬과 만화, 비디오 게임, 뮤직 비디오 등의 패러디가 이어지고 있는데, 이 패러디들은 비극적인 결말 대신 다른 엔딩을 제시하기도 한다.

### 여성주의(여성주의)
델마와 루이스는 여성주의 영화의 대표적 작품인만큼 이와 관련된 반응도 다양하게 존재한다.
영화가 처음 나왔을 당시에는, 남자들이 지배하는 사회에 대한 여성들의 복수라는 줄거리로 인해 주로 여성 관객들에게 큰 인기를 끌었다. 한편, 이러한 내용을 담고있는 영화가 인기를 얻는 것에 반발하는 남성 관객들도 있었다. 특히, 개봉년도인 1991년에는 영화 속 여성들이 너무 폭력적이며, 남성 혐오를 조장하고 있다는 반응이 대다수 존재했다.
그러나 여성주의에 대한 관심이 증가함에 더불어, 델마와 루이스에 대한 평가 역시 단순히 여성 관객들의 만족과 선호에서 나아가 여성주의적 가치에 관련하여 다시 이루어지기 시작했다. B. 루비 리치는 ‘델마와 루이즈’는 “여성들의 경험에 대해 타협하지 않는 인정”이라 평했으며, 케네스 터랜은 이 영화를 신여성주의 로드무비라 칭했다. 또한 제시카 엔블드는 ‘델마와 루이스의 딸들’이라는 자신의 에세이에서 이 영화를 “남성 우월주의적인 기존 패턴을 향한 공격”이라 주장했고, 로드무비의 형식을 취하면서도 기존의 남성과 여성의 정형화된 관계를 폭로해냈다고 하였다.
델마와 루이스에 대한 평론은 최근까지 이어지고 있는데, 레이나 립시츠는 20세기를 대표하는 영화 가운데‘델마와 루이스’를 포함시키면서,“여성을 그린 위대한 영화 중 마지막 작품”이라 평했다. 하지만 그녀는 ‘델마와 루이스’ 이후로 여성을 주제로 한 영화가 점점 사라지고 있다며 안타까워하기도 하였다. 한편 영화 평론가인 쉴라 벤슨은 2011년 LA 타임즈에 기고한 글에서 ‘델마와 루이스’는 여성주의적 가치보다는 폭력과 복수를 그려내고 있다며 이 영화를 여성주의 영화로 구분짓는 것에 반대하였다.
우리나라에서 역시 델마와 루이스가 가진 여성주의적 영향에 대한 분석이 이루어진 바 있다. 국내 개봉 당시 쓰여진 기사에서는, 비슷한 시기 개봉한 조이 럭 클럽이나 올란도 등의 여성주의 영화와 비견하여, "비록 흥행에서는 크게 성공하지 못했지만 자아를 획득한 여성의 가치와 사회적 위치를 극적이면서도 설득력있게 제시, 여성들의 관심을 끌었다"며 "여성들의 목소리를 사회에 전파하는 계기를 만들어 주고 있는 셈"이라 평하였다. 또한 김호기 교수는 "델마와 루이스는, 비록 20여년 전에 만들어진 영화라 하더라도, 여전히 우리 주변에서 쉽게 찾아볼 수 있는 이들이다. 단지 여성이라는 이유 하나 때문에 차별을 감수해야 하는 것은 옳지 않다."며 이 영화가 성평등적 관점에서 가진 의의를 돌아보기도 하였다.

### 남성주의 입장
‘델마와 루이스’에 대한 해석 중 여성주의뿐만 아니라 남성주의적 입장도 존재한다.
남성주의적 입장은 영화의 시작부터 마지막 장면까지 남자 배우들이 무시당하는 것에 주목한다. 뉴욕 데일리 뉴스의 정기 기고가인 리처드 존슨은 “‘델마와 루이스’가 남성의 가치를 격하시키고 살인과 강도 그리고 의식 고취를 위한 만성적인 음주를 정당화한다”고 주장한다.
영화의 시작부터 델마와 루이스는 남성에게 속하는 물건이나 행위를 자연스럽게 잘 소화하는 모습을 보이는 반면, 남자 배우들은 여성적인 환경에 적응을 잘 못 하는 모습을 보인다. 델마와 루이스는 번갈아가면서 리더의 입장에 서는데, 그녀들을 제외한 남자 배우들은 누가 리더일 것인지 정하는데 오랜 시간을 투자한다.
또한, 남성주의적 입장은 통찰력이 강한 델마와 루이스에게 당하는 남성 배우들에 대한 영화적 묘사가, 시청자들이 자발적으로 남자 배우들을 무시하고 조롱하게 하는 틀로 이 영화가 제작되어 었다고 주장한다. 첫 장면에, 루이스는 자신에 남편 데릴에게 뭐 먹고 싶냐고 묻자 그는 바쁘다며 안 먹겠다고 답한다. 루이스는 데릴이 거짓말을 하고 있는 것을 알며 남편에게 풍자적으로 답변한다. 이후에 데릴은 의자에서 떨어진다. 남성주의적 입장은 데릴의 초라한 모습을 보는 시청자들이 루이스에 편을 들수 밖에 없으며 함께 데릴을 비웃게 된다고 주장한다.
‘델마와 루이스'에서는 남자들이 무례하고 버릇없는 모습으로 등장한다. 델마와 루이스가 클럽에 가는 장면에서 그녀들은 할런과 마주하게 되는데, 그는 델마와 루이스에게 무례하고 시시덕거리는 표현을 한다. 그러한 장면들은, 또한 시청자들이 남성들에 대한 안 좋은 평을 하도록 한다.
마지막으로, ‘델마와 루이스’는 “여자들은 옆에 남자가 있어야 잘 살 수 있다”는 의견에 반대한다. 끝 장면에 델마와 루이스는 남성으로 대표되는 경찰에게 체포되기 보단 죽음을 택한다. 그리고 그들은 자신들의 결정에 대해 스스로를 자랑스럽게 생각한다. 이 또한 남성주의적 입장에서 보면 이 영화가 남성을 필요없는 존재로 격하시키는 것으로 해석될 수 있다.

### 결말에 대한 해석
영화의 엔딩은 그 작품의 완성도를 결정짓는 중요한 잣대가 된다. 얼마 전 발표된 '할리우드 최고의 엔딩 20편'은 마지막 장면이 뛰어난 영화가 작품성 또한 높다는 사실을 입증해줬다. 이 중 가장 널리 회자되는 작품이 ‘델마와 루이스’다.
반복되는 일상의 삶을 털어버리고 훌쩍 차에 올라탄 후, 그들은 살인, 강도의 경험을 겪으며 결국 갈 곳이 없는 신세가 된다.
영화의 마지막 장면 속 ‘델마와 루이스’는 그랜드 캐년의 절벽 끝에 차를 세운다. 구름 한 점 없는 하늘을 향해 미소를 뿌리는 두 사람. 허공에 뜬 차 안에서 손을 꼭 맞잡은 둘의 여행은 그렇게 끝난다. 맨 처음으로 자신들의 의지대로 선택한 자유다. 또한 영화의 엔딩은 정치권에서도 흔히 인용된다. 2년 전 갓 취임한 버락 오바마 대통령은 의료보험개혁을 밀어붙이며 '델마와 루이스' 얘기를 꺼냈다. "지금 두 여성이 벼랑 끝으로 차를 몰고 가고 있다. 당장 무엇인가를 해야 하지 않겠는가."
영화는 자동차가 절벽 아래로 굴러 떨어지는 장면을 끝내 보여주지 않는다. 그저 멈춰선 그대로, 정지 상태로 끝난다. 가장 비극적일 수 있는 장면에 ‘멈춤’ 버튼을 눌러 비극을 아름다운 해피엔딩처럼 마무리 지은 것이다. 그 자동차는 포드의 1966년형 썬더버드다. 미국차답게 엄청나게 길고 커다란 오픈카로, 당시 미국의 아이콘이나 마찬가지였던 쉐보레 콜벳의 인기와 함께 만들어진 차량이었다.
리들리 스콧이 얘기하는 것처럼 ‘델마와 루이스’의 이야기는 사실 돌아갈 곳이 없는 이들이 결국 자신들을 막다른 곳으로 몰아넣은 세상을 등지고 떠난다는 비극적인 이야기라고 할 수 있을 텐데, 당시 관객들도 그렇고 지금까지 이 영화를 기억하는 거의 대부분의 사람들은 이 영화를 결코 비극으로 기억하지 않는다는 점이다. 오히려 희망을 그린 작품으로 기억하는 경우가 많은데, 이것이야말고 비극으로서 희망을 이야기한 진정한 로드 무비이기 때문이었다고 할 수 있을 것이다. 특히 지금까지도 강한 인상을 남긴 마지막 장면은 마치 폴 뉴먼과 로버트 레드포드 콤비의 버디무비의 명작, ’내일을 향해 쏴라’의 부치와 선댄스의 마지막 장면과도 같은 깊은 여운을 남기면서, 이 비극을 비극아닌 희망으로 받아 들이도록 하는 영화적 경험을 가능케 했다.

## 수상내역
칼리 코우리는 아카데미시상식에서 각본상을 수상하였다. 리들리 스콧, 지나 데이비스, 수잔 서랜던, 영화 촬영 감독인 아드리안 비들, 편집자 톰 노블은 오스카시상식에서 후보로 올랐다.
 보스톤영화비평가협회
- 여우주연상 지나 데이비스

전미 비평가 위원회
- 여우주연상 수잔 서랜던, 지나 데이비스
- 10대 영화상 델마와 루이스

골든 스파이크상
- 리들리 스콧

아카데미시상식
- 각본상 칼리 코우리

덴마크비평가상
- 비유럽권영화상 리들리 스콧

이탈리아영화아카데미상
- 외국여우주연상 지나 데이비스, 수잔 서랜던

골든글로브상
- 각본상 칼리 코우리

실버리본상
- 여성더빙상 로젤라 이조 (루이스 목소리)

런던비평가협회상
- 올해의 여자배우상 수잔 서랜던
- 올해의 감독상 리들리 스콧
- 올해의 영화상 델마와 루이스

전미비평가협회상
- 남우조연상 하비 케이틀

PEN Center USA 문학상
- 각본상 칼리 코우리

미국작가조합상
- 각본상 칼리 코우리

American Film Institute 리스트
- AFI's 100주년...100대 영화 – 노미네이트
- AFI's 100주년...100대 스릴영화 – #76
- AFI's 100주년...100대 영웅과 악당: 델마 디킨슨 & 루이스 소여 – #24 영웅
- AFI's 100주년...100대 환호 – #78
- AFI's 100주년...100대 영화 (10주년 기념 에디션) – 노미네이트

## 참고할 만한 작품
- 우리에게 내일은 없다 (Bonnie and Clyde, 1967)
- 내일을 향해 쏴라 (Butch Cassidy and the Sundance Kid, 1969)
- 단 한번뿐인 삶 (You Only Live Once, 1937)
- 밀드레드 피어스 (Miㅣdred Pierce, 1945)
- 황무지 (Badlands, 1973)
- 컬러 퍼플 (The Color Purple, 1985)
- 바그다드 카페 (Bagdad Cafe, 1987)
- 후라이드 그린 토마토 (Fried Green Tomatoes, 1991)
- 소년은 울지 않는다 (Boys Don't Cry, 1999)